# Tongaat
Tongaat este un oraș din provincia Kwazulu-Natal, Africa de Sud.